# Ignace Moussa I. Daoud
Ignace Moussa I. Daoud, sirski sirsko-katoliški duhovnik, škof in kardinal, * 18. september 1930, Meskané, † 7. april 2012, Rim, Italija.

## Življenjepis
17. oktobra 1954 je prejel duhovniško posvečenje.
2. julija 1977 je bil imenovan za škofa Kaira; potrjen je bil 22. julija in 18. septembra istega leta je prejel škofovsko posvečenje.
1. julija 1994 je bil imenovan za nadškofa Homsa in potrjen je bil 6. julija istega leta.
13. oktobra 1998 je bil imenovan za patriarha Antiohije; potrjen je bil 20. oktobra in 25. oktobra istega leta je bil ustoličen. S tega položaja je odstopil 8. januarja 2001.
25. novembra 2000 je postal prefekt Kongregacije za vzhodne cerkve.
21. februarja 2001 je bil povzdignjen v kardinala.